# Gabriel Monod
Gabriel Monod (Ingouville, 7 de março de 1844 - Versalhes, 10 de abril de 1912) foi um historiador francês, sobrinho de Adolphe Monod.

## Biografia
Nascido em Ingouville, uma comuna francesa na região administrativa da Alta-Normandia, no departamento Seine-Maritime, foi educado em Le Havre, em seguida, mudou-se para Paris para completar sua educação, ficando alojado alojamento com a família Pressensé. As influências de Edmond de Pressensé, um pastor e grande teólogo, e de Madame Pressensé, uma mulher de intelecto superior e sentimento refinado, que dedicou sua vida a obras educacionais e de caridade, causaram uma ótima impressão sobre ele.
Em 1865 deixou a École Normale Supérieure, e foi para a Alemanha, onde estudou na Universidade de Göttingen e na Universidade Humboldt, em Berlim. O ensino de Georg Waitz parece ter direcionado definitivamente seus estudos para a história da Idade Média. Retornando à França em 1868 foi nomeado por Victor Duruy para dar aulas sobre a história, seguindo o método utilizado nos seminários Alemães, na École des Hautes Études.
Quando a Guerra Franco-Prussiana eclodiu, Gabriel Monod, com seus primos Alfred e Sarah Monod, organizou uma ambulância com o qual acompanhou toda a campanha, de Sedan ao Le Mans. Ele escreveu um pequeno livro de memórias desta campanha, Allemands et Français (1871), em que falou dos conquistadores sem amargura, e esta atitude foi ainda mais louvável, pois sua mãe era originária da Alsácia, e foi incapaz de se resignar à perda da Alsácia e Lorena. Quando a guerra terminou ele voltou a lecionar.
Monod mesmo disse que seus alunos foram seus melhores livros, pois seu destino seria ensiná-los. Não tanto fatos novos, mas a forma de estudá-los, procurando desenvolver neles uma ideia de crítica e de verdade.
Em 1875 fundou a Revue Historique, que rapidamente tornou-se uma grande autoridade em matéria de educação científica. Alguns de seus artigos nesta e outras publicações periódicas foram reunidas em forma de livro, Les Maîtres de l'histoire: Ernest Renan, Hippolyte Taine, Jules Michelet (1894); Portraits et souvenirs (1897: em Victor Hugo, Fustel de Coulanges, Victor Duruy, etc).
Faleceu em 1912 em Versalhes e foi sepultado no Cemitério Gonards.